# Bergdankfest

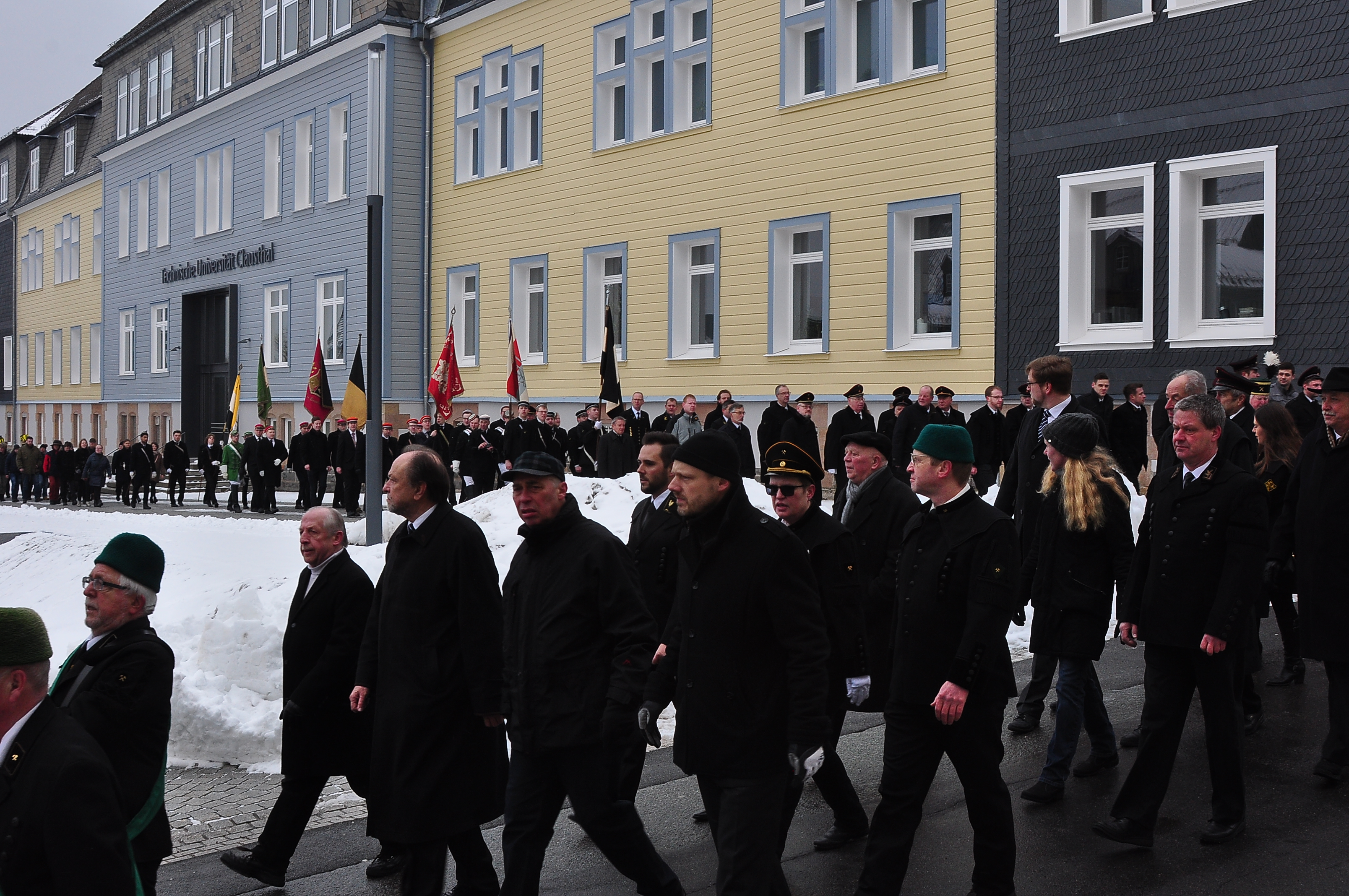
Festumzug zum Bergdankfest in Clausthal-Zellerfeld (2017)

Das Bergdankfest ist ein christliches Fest, in dem die gläubigen Bergleute Gott für eine reiche Ausbeute im Bergbau danken, der tödlich verunglückten Bergleute gedenken und um ein weiteres erfolgreiches, unfallfreies Bergjahr bitten.

## Allgemeines

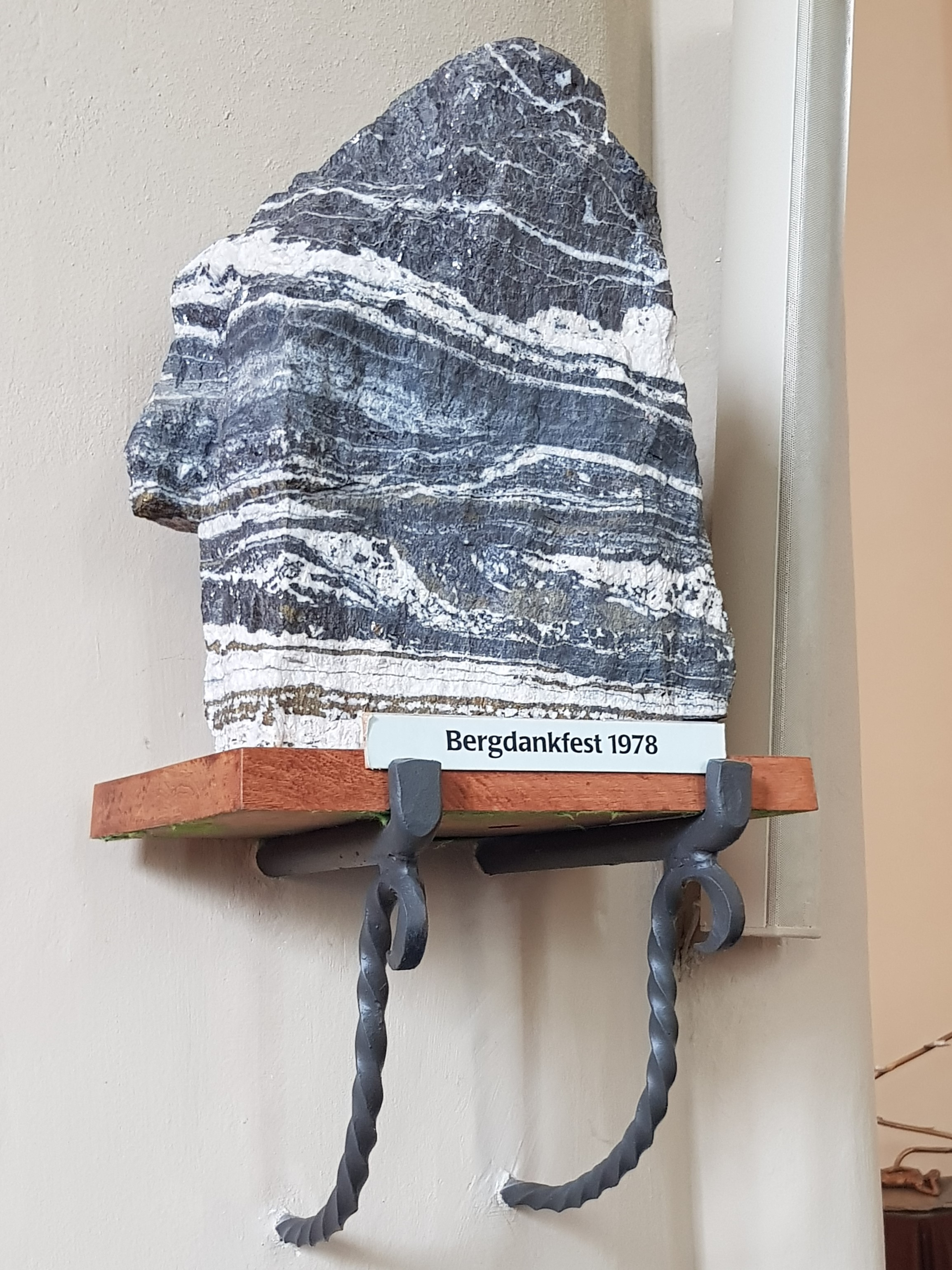
St. Salvatoris (Zellerfeld), Gedenkstein Bergdankfest

Das Bergdankfest findet heute jährlich am Samstag vor Rosenmontag statt. Es beginnt mit einem Festumzug, häufig ausgehend von einem der Bergwerke. Die Bergleute tragen in der Regel ihren Bergkittel als Festtagskleidung und werden von Blasmusik bis zur Kirche begleitet. Dort findet ein heute meist ökumenischer Gottesdienst statt. Im Gottesdienst werden die Namen der im Vorjahr im Dienst verunglückten Bergleute verlesen und Fürbitte gehalten, häufig mit dem durch die Kapelle gespielten Lied vom guten Kameraden oder durch Begleitung der Kurrende. Bis in die 1970er Jahre gab es an diesem Tag schulfrei.
Nach dem Gottesdienst begeben sich die Bergleute und Gemeindemitglieder zu einem gemeinsamen Tscherperessen. Hier kommt es auch zu einigen Ansprachen, insbesondere vom Leiter des Bergamtes, der über die aktuelle Entwicklung des Bergbaus in der Region berichtet. Das Fest hat in den vielen ehemaligen Bergstädten, vor allem im Harz immer noch eine hohe Bedeutung.
Frauen durften jahrhundertelang am Bergdankfest nicht teilnehmen. Diesen Brauch führt Herbert Lommatzsch auf einen Aberglauben zurück, nachdem im kommenden Bergjahr so viele Bergleute verunglücken würden, wie Frauen dem Bergdank-Gottesdienst beiwohnen würden. Als Ende des 19. Jahrhunderts Kirchenvorstände versuchten, den Gottesdienst durch Auftritt des Kirchenchores zu bereichern, wurden schwere Bedenken vorgetragen, mindestens einmal blieben die Bergleute einfach einem so gestalteten Gottesdienst fern. Dieses „Frauenverbot“ galt etwa bis in die 1970er Jahre.
Zwei Predigten des Superintendenten Wilhelm Schneider aus den Jahren 1960 und 1966 zum Bergdankfest in der Marktkirche in Clausthal-Zellerfeld wurden in den Allgemeinen Harz-Berg-Kalendern für das Jahr 1961 und 1967 veröffentlicht.

## Herkunft
Bereits 1542 wurde das Bergdankfest im böhmischen St. Joachimsthal am Fastnachtsdienstag gefeiert. 1562 gab der dortige Pastor Johannes Mathesius eine Predigtsammlung zu dem Thema unter dem Titel „Bergpostille“ oder „Sarepta“ heraus. Diese Sarepta fand 1564 auch den Weg nach Zellerfeld zum Oberharzer Bergbau.
Die aus dem Joachimsthal stammenden Bergleute haben den Brauch möglicherweise schon um 1550 mit in den Oberharz gebracht. Ab 1617, später mit einem Verweis auf die „Bergpredigt an Fastnacht“, lässt sich eine jährliche Zulage des Pastors für den Fastnachtssonntag nachweisen. Daraus lässt sich der Zeitraum der ersten Bergdankfeste zwischen 1550 und 1617 eingrenzen. In St. Joachimsthal und in Johanngeorgenstadt wurde das Bergdankfest noch bis Ende des 19., teilweise bis Anfang des 20. Jahrhunderts gefeiert.
Seit Mitte der 1990er Jahre wird im Kalibergbau Heringen am zweiten Februarsonntag die Kirchschicht begangen. Inspiriert wurde dieser relativ junge Brauch vom Oberharzer Bergdankfest und der Ablauf ist recht ähnlich.